# Liste der Bodendenkmale in Kabelsketal
In der Liste der Bodendenkmale in Kabelsketal sind alle Bodendenkmale der Gemeinde Kabelsketal und ihrer Ortsteile aufgelistet. Grundlage ist die Veröffentlichung der Landesdenkmalliste mit Stand vom 25. Februar 2016.  Die Baudenkmale sind in der Liste der Kulturdenkmale in Kabelsketal aufgeführt.
| Denkmal-ID | Fundart             | Ortsteil | Bezeichnung                | Zeitstellung | Lage                                                                           | Bemerkungen | Bild |
| ---------- | ------------------- | -------- | -------------------------- | ------------ | ------------------------------------------------------------------------------ | --- | ---- |
| 428300244  | besonderer Stein    | Naundorf | Bauernstein                | undatiert    | Dorfzentrum, auf kleiner Rasenfläche ()                                        | Bauernstein? – fraglich! 1 Stein z. T. eingegraben, unregelmäßige Form, Granit |      |
| 428300508  | Grabmal > Grabhügel | Dieskau  | Grabhügel „Ober-Pritschke“ | undatiert    | ca. 1 km südöstlich vom Ort ()                                                 | kaum merkliche runde ‚Anhöhe‘ auf Acker – flachgepflügt, max. ≈ 0,20 m Höhe, 150 – 200 m westlicher gibt es eine zweite, ebenso flache Erhebung auf dem Acker                            |      |
| 428300215  | besonderer Stein    | Dieskau  | Bauernstein                | undatiert    | auf der Ostseite des Schlosses, 100 m östlich der Kirche (Lage)                | zwei ‚Bauernsteine‘ am Parkplatz vor dem Schloss, wohl umgelagert, groß, mit glatter Oberfläche, Granit, einmal mit schlecht lesbarer Inschrift, vermutlich russisch/kyrillisch von 1947 |      |
| 428300214  | Grabmal > Grabhügel | Dieskau  | Grabhügel                  | Bronzezeit   | auf der Flurgrenze zwischen Gemeinde Gröbers und Dieskau, auf dem Acker (Lage) | schwach erkennbare Kuppe auf dem Acker – flach gepflügt |      |